# Schijfwereld
De Schijfwereld (Engels: Discworld) is een imaginaire wereld waarop zich een groot aantal boeken van de humoristische fantasy-auteur Terry Pratchett afspeelt.

## De Schijfwereld
De Schijfwereld bestaat uit een platte schijf, gedragen door vier olifanten die op de rug van een gigantische schildpad genaamd A'Tuin De Grote staan, die door de lege ruimte op weg is. De zon van de Schijfwereld is klein en cirkelt dwars op de zwemrichting van de schildpad om het stelsel heen. Een van de olifanten moet steeds even een poot optillen om het zonnetje ongehinderd zijn baan te kunnen laten vervolgen. Op de Schijfwereld speelt toverkracht een belangrijke rol. De Schijfwereld is niet alleen bevolkt met gewone mensen maar ook met trollen, heksen, tovenaars, dwergen, helden (onder andere Cohen de Barbaar) en vele andere mythische wezens. De belangrijkste stad is Ankh-Meurbork, die onder het gezag staat van de Patriciër Huigen Ottopedi.
Wetenschappers op de Schijfwereld strijden erover of de schildpad op weg is om een partner te zoeken (bigbangtheorie) of eeuwig naar niets zal blijven doorzwemmen (de steady-statetheorie).
Het idee van olifanten en de schildpad die de wereld dragen, zijn elementen uit de Hindoe-mythologie.

## Landen
Er zijn diverse grote rijken op de Schijfwereld: op het centrale, naamloze continent ligt de grootste stad van de Schijfwereld: Ankh-Meurbork, militair gezien geen grote macht, (als je het feit dat ze een leger volledig platzak kunnen maken niet meetelt) maar wel een van de grootste economische machten in de Schijfwereld. Verder zijn er Klatsch - een multicultureel rijk dat aan de andere kant van de Cirkelzee ligt en het Tegenwichter Continent - waarop zich het rijke Agatese Rijk bevindt. Andere min of meer bekend landen en streken zijn Überwald, het bergstaatje Lankhr, het op de velgrand liggende Kruul, het toverachtige Würmberg, Howondaland, Continent XXXX en de Trobi-eilanden.

## Goden van de Schijfwereld
Er bestaan zo'n 3000 belangrijke goden op de Schijfwereld, naast ontelbare kleine goden. De goden wonen op de centrale berg van de Schijfwereld, de Axis Firmamenti of Naaldpiek, een steile 15 kilometer hoge berg van grijs gesteente en groen ijs. De goden wonen hier in een paleis van marmer, albast en kamerbrede trijp; het zogenaamde Duinmanifesting.
De goden staan onder leiding van Blinde Io, ook wel Oochytoe genoemd. Andere machtige goden zijn Offlaar - de krokodillengod, Nacht, Toeval, Bestemming, Noodlot en De Vrouwe - de Godin Wier Naam Men Niet Noemt. Zephyrus (de god der zachte koeltjes) en Stoki de natuurgod zijn andere bekende goden.

## Seizoenen

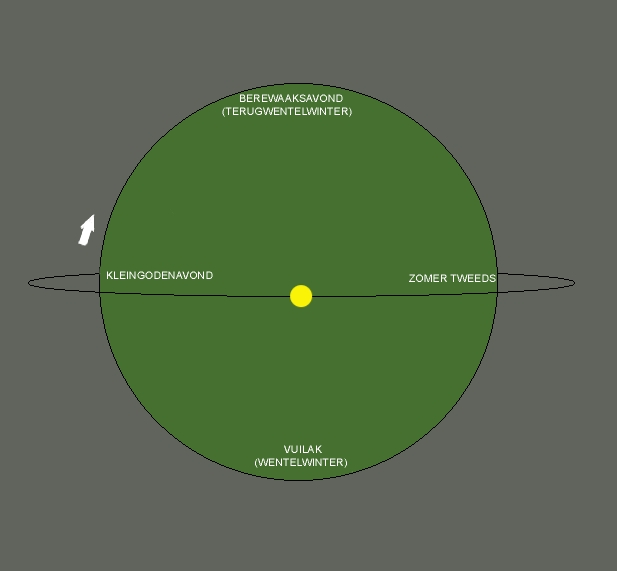
Het Astronomische jaar op de Schijfwereld

De tijdrekening en de seizoenen op de Schijfwereld lijken enigszins op die van de Aarde, maar er zijn toch wat verschillen. De seizoenen worden veroorzaakt door de draaiing van de schijf om de eigen as, terwijl op aarde de seizoenen worden bepaald door de omloop om de zon.
Volgens de meest gebruikte Agrarische Kalender zitten er vier seizoenen in een jaar. Het agrarisch jaar duurt 400 dagen en heeft 50 weken van acht dagen. Een dag is de duur die het kleine zonnetje van het Schijfwereldstelsel nodig heeft om eenmaal om de schijf te draaien. De helft van die tijd bevindt de zon zich aan de bewoonde zijde van de schijf: dan is het op de schijf dus dag. Wanneer de zon onder de rand verdwijnt, waar zich A'Tuin en de olifanten bevinden, is het op de Schijfwereld nacht.
Het astronomische jaar duurt echter 800 dagen: de tijd die de schijf nodig heeft om eenmaal om haar eigen as te draaien. In de astronomische kalender zijn er daarom tweemaal vier seizoenen. Het astronomische jaar begint op Berewaaksavond, na telkens 100 dagen gevolgd door respectievelijk Prima Lente, Kleingodenavond (of Eerste Midzomer), Prima Herfst, Vuilak (of Wentelwinter), Lente Bis, Zomer Tweeds, Allervielen waarna er weer een nieuw jaar begint met Berewaaksavond. De vier hoofdseizoenen (de twee zomers en winters) van het astronomische jaar staan op de tekening hieronder afgebeeld.
Door de onconventionele vorm van de Schijfwereld zijn de richtingen ook anders dan op Aarde. De belangrijkste richtingen zijn Naafwaarts (naar de centrale as toe) en Velgwaarts (naar de schijfrand). De twee mindere richtingen zijn Zonmee en Tegenzons (met de draaiing van de schijf mee en tegen de draairichting in).

## Populaire personages
- Rinzwind (Rincewind) staat bekend als de minst getalenteerde tovenaar op de Schijfwereld. Rinzwinds overlevingsdrang is groter dan van anderen, waarschijnlijk heeft hij daardoor een groot aantal bijna-doodervaringen overleefd.

- De Dood (Death) ziet er vrij herkenbaar uit. Misschien komt dat doordat hij een skelet is, een blauwe gloed in plaats van zijn ogen heeft en met een zeis rondloopt. De Dood praat enkel in klein kapitaal en komt bij tovenaars tevoorschijn aan het eind van hun leven. Bij gewone stervelingen komen afgezanten van de Dood. De Dood heeft al veel bijna-Rinzwind ervaringen gehad.

- Opoe Wedersmeer (Granny Weatherwax) uit het bergkoninkrijkje Lankhr is de machtigste heks van de Schijfwereld. Ze gebruikt liever hoofdelogie in plaats van echte toverkracht. Samen met de heksen Ootje Nack en Magraat Knophlox vormt ze een heksenkring.

- Douwe Flinx (Sam Vimes) is de commandant van de wacht in Ankh-Meurbork.

- Feucht von Lippvacht (Moist von Lipwig) was in een vroeger leven een veroordeelde crimineel en begaafd zwendelaar. Wordt als boetedoening door Heer Ottopedi bevolen het postkantoor van Ankh-Meurbork nieuw leven in te blazen. Later wordt hij muntmeester van de stad.

## De boeken over Schijfwereld
Er is een aantal grote lijnen te vinden in de boeken, zoals de Rinzwindcyclus, de heksencyclus, de Doodcyclus en de Wachtcyclus. Deze boeken zijn aan elkaar verbonden qua verhaallijn.
De boeken zijn oorspronkelijk in het Engels verschenen en in het Nederlands vertaald door Venugopalan Ittekot (pseudoniem van Ruurd Groot). Op deze vertalingen wordt als kritiek gegeven, dat de subtiliteit van Pratchetts grappen (met name de woordspelingen) verdwijnt.
De auteur heeft met twee beroepswetenschappers samengewerkt aan een reeks populair-wetenschappelijke boeken met als uitgangspunt de schijfwereld, zie The Science of Discworld. Er zijn tevens geïllustreerde boeken verschenen, zoals The Last Hero. Deze zijn niet in Nederlandse vertaling verschenen.
| Nº | Titel                                             | Originele titel                              | Gepubliceerd in | Cyclus | Cyclus               |
| Nº | Titel                                             | Originele titel                              | Gepubliceerd in | Nº     | Cyclus               |
| -- | ------------------------------------------------- | -------------------------------------------- | --------------- | ------ | -------------------- |
| 1  | De Kleur van Toverij                              | The Colour of Magic                          | 1983            | 1      | Rinzwind             |
| 2  | Dat wonderbare licht                              | The Light Fantastic                          | 1986            | 2      | Rinzwind             |
| 3  | Meidezeggenschap                                  | Equal Rites                                  | 1987            | 1      | Heksen               |
| 4  | Dunne Hein                                        | Mort                                         | 1987            | 1      | Dood                 |
| 5  | Betoverkind                                       | Sourcery                                     | 1988            | 3      | Rinzwind             |
| 6  | De plaagzusters                                   | Wyrd Sisters                                 | 1988            | 2      | Heksen               |
| 7  | Pyramides                                         | Pyramids                                     | 1989            | 1      | Individueel          |
| 8  | Wacht! Wacht!                                     | Guards! Guards!                              | 1989            | 1      | Wacht                |
| 9  | Faust Erik                                        | Faust Eric                                   | 1990            | 4      | Rinzwind             |
| 10 | Rollende Prenten                                  | Moving Pictures                              | 1990            | 2      | Individueel          |
| 11 | Maaierstijd                                       | Reaper Man                                   | 1991            | 2      | Dood                 |
| 12 | Heksen in de lucht                                | Witches Abroad                               | 1991            | 3      | Heksen               |
| 13 | Kleingoderij                                      | Small Gods                                   | 1992            | 4      | Individueel          |
| 14 | Edele Heren en Dames                              | Lords and Ladies                             | 1992            | 4      | Heksen               |
| 15 | Te Wapen                                          | Men at Arms                                  | 1993            | 3      | Wacht                |
| 16 | Zieltonen                                         | Soul Music                                   | 1994            | 3      | Dood                 |
| 17 | Interessante Tijden                               | Interesting Times                            | 1994            | 5      | Rinzwind             |
| 18 | Maskerade                                         | Maskerade                                    | 1995            | 5      | Heksen               |
| 19 | Lemen voeten                                      | Feet of Clay                                 | 1996            | 4      | Wacht                |
| 20 | Berevaar                                          | Hogfather                                    | 1996            | 4      | Dood                 |
| 21 | Houzee!                                           | Jingo                                        | 1997            | 5      | Wacht                |
| 22 | Het Jongste Werelddeel                            | The Last Continent                           | 1998            | 6      | Rinzwind             |
| 23 | Pluk de Strot                                     | Carpe Jugulum                                | 1998            | 6      | Heksen               |
| 24 | De Vijfde Olifant                                 | The Fifth Elephant                           | 1999            | 6      | Wacht                |
| 25 | De Waarheid                                       | The Truth                                    | 2000            | 5      | Individueel          |
| 26 | De Dief van Tijd                                  | Thief of Time                                | 2001            | 5      | Dood                 |
| 27 | De Laatste Held                                   | The Last Hero                                | 2001            | 7      | Rinzwind             |
| 28 | Mirakelse Maurits en zijn Gestudeerde Knaagdieren | The Amazing Maurice and his Educated Rodents | 2001            | 6      | Individueel          |
| 29 | De Nachtwacht                                     | Night Watch                                  | 2002            | 7      | Wacht                |
| 30 | De Vrijgemaakte Ortjes                            | The Wee Free Men                             | 2003            | 1      | Tiffanie Verweerd    |
| 31 | Monsterlijk Regiment                              | Monstrous Regiment                           | 2003            | 7      | Individueel          |
| 32 | Een Hoed van Lucht                                | A Hat Full of Sky                            | 2004            | 2      | Tiffanie Verweerd    |
| 33 | Posterijen                                        | Going Postal                                 | 2004            | 1      | Feucht von Lippvacht |
| 34 | Bam!                                              | Thud!                                        | 2005            | 8      | Wacht                |
| 35 | Wintersmid                                        | Wintersmith                                  | 2006            | 3      | Tiffanie Verweerd    |
| 36 | Geld Moet Wapperen                                | Making Money                                 | 2007            | 2      | Feucht von Lippvacht |
| 37 | Academische Boys                                  | Unseen Academicals                           | 2009            | 9      | Individueel          |
| 38 | Ik Ga In Middernacht                              | I Shall Wear Midnight                        | 2010            | 4      | Tiffanie Verweerd    |
| 39 | Snuif                                             | Snuff                                        | 2011            | 9      | Wacht                |
| 40 | Op Stoom                                          | Raising Steam                                | 2013            | 3      | Feucht von Lippvacht |
| 41 | De Herderskroon                                   | The Shepard's Crown                          | 2015            | 5      | Tiffanie Verweerd    |

### Korte verhalen
| Nº | Titel                      | Originele titel                              | Gepubliceerd in | Cyclus | Cyclus      |
| Nº | Titel                      | Originele titel                              | Gepubliceerd in | Nº     | Cyclus      |
| -- | -------------------------- | -------------------------------------------- | --------------- | ------ | ----------- |
| 1  | Trolbrug                   | Troll Bridge                                 | 1991            | 3      | Individueel |
| 2  | Wreed Vermaak              | Theatre of Cruelty                           | 1993            | 2      | Wacht       |
| 3  | De Zee en de Kleine Visjes | The Sea and Little Fishes                    | 1998            | 7      | Heksen      |
| 4  | De Dood en Wat Erna Komt   | Death and What Comes Next                    | 2001            | 6      | Dood        |
| 5  |                            | A Collegiate Casting-Out of Devilish Devices | 2005            | 8      | Individueel |

### Andere boeken over de Schijfwereld
- The Science of Discworld (2002) (niet vertaald)
- The Science of Discworld II: The Globe (2003) (niet vertaald)
- The Science of Discworld III: Darwin's Watch (2005) (niet vertaald)

- The Streets of Ankh-Morpork (1993) (niet vertaald)
- The Discworld Mapp (1995) (niet vertaald)
- A Tourist Guide to Lancre (1998) (niet vertaald)
- Death's Domain (1999) (niet vertaald)

## Voetnoten
1. ↑  Verscheen in het boek De erfgenamen van Tolkien
2. ↑  Verscheen online, op L-Space Web
3. ↑  Verscheen in het boek Legends: Short Novels by the Masters of Modern Fantasy
4. ↑  Verscheen online, op L-Space Web
5. ↑  Verscheen online, op Co nowego